# Niederschrems
Niederschrems ist eine Ortschaft und eine Katastralgemeinde der Gemeinde Schrems im Bezirk Gmünd in Niederösterreich mit 428 Einwohnern (Stand 1. Jänner 2024).

## Geografie
Der Stadtteil Niederschrems befindet sich südlich von Schrems und beiderseits des Braunaubaches. Niederschrems war früher ein weiter südöstlich liegendes Dorf, nach dem auch die Katastralgemeinde benannt ist. Um Verwechslungen mit dem Stadtteil zu vermeiden, trägt das ursprüngliche Dorf Niederschrems nun den Namen Neuniederschrems. Am 1. April 2020 umfasste die Ortschaft 218 Adressen.

## Geschichte
Unter den Einwohnern befanden sich viele Kleinhäusler und die Landbauern waren gut bestiftet, schrieb Schweickhardt, der Ackerbau, Viehzucht und die Kattunweberei als deren hauptsächliche Einkommensquellen ansah. Der Braunaubach trieb hier eine Hammerschmiede sowie vier Mühlen an, die teils auch über Brettersägen oder Ölpressen verfügten. Im Jahr 1822 wurde der Ort als Dorf mit 42 Häusern genannt, das nach Schrems eingepfarrt war, wohin auch die Kinder eingeschult wurden. Die Herrschaft Schrems besaß die Ortsobrigkeit, übte die Landgerichtsbarkeit aus, besorgte die Konskription und hatte die Grundherrschaft inne.

## Siedlungsentwicklung
Zum Jahreswechsel 1979/1980 befanden sich in der Katastralgemeinde Niederschrems insgesamt 206 Bauflächen mit 70.261 m² und 101 Gärten auf 30.680 m², 1989/1990 gab es 308 Bauflächen. 1999/2000 war die Zahl der Bauflächen auf 843 angewachsen und 2009/2010 bestanden 376 Gebäude auf 871 Bauflächen.

## Bauwerke
Die im Westteil des Ortes erhöht auf einer Geländestufe gelegene Kapelle wurde 1820 erbaut und ist denkmalgeschützt (Listeneintrag).

## Bodennutzung
Die Katastralgemeinde ist landwirtschaftlich geprägt. 338 Hektar wurden zum Jahreswechsel 1979/1980 landwirtschaftlich genutzt und 104 Hektar waren forstwirtschaftlich geführte Waldflächen. 1999/2000 wurde auf 265 Hektar Landwirtschaft betrieben und 124 Hektar waren als forstwirtschaftlich genutzte Flächen ausgewiesen. Ende 2018 waren 217 Hektar als landwirtschaftliche Flächen genutzt und Forstwirtschaft wurde auf 125 Hektar betrieben. Die durchschnittliche Bodenklimazahl von Niederschrems beträgt 19,9 (Stand 2010).

## Persönlichkeiten
- Johannes Baptist Rößler (1850–1927), Bischof der Diözese St. Pölten
- Franz Elfried Wimmer (1881–1961), Geistlicher und Botaniker
- Herbert Haas (1928–2006), Volksschullehrer, Politiker (SPÖ) und Abgeordneter zum Nationalrat